# 李正己
李正己（732年—781年），原名李懷玉，唐代宗赐名正己，高句麗人，唐代將領。唐朝第一任淄青平盧節度使。

## 簡介
早年是表兄侯希逸的副將，駐軍於營州（今辽宁省朝阳市），为营州副将，力抗安祿山有功。
唐肃宗乾元元年（758年），平盧節度使王玄志病死，王玄志之子代立，李懷玉殺玄志之子，立其姑母之子侯希逸為節度使，朝廷承認。
安史之乱后，平卢军军力严重受损，又被奚族侵略，使其无法在营州地区立足，从而渡海攻入青州（今山东益都）。进入山东后，李懷玉与侯希逸重视农业與法律，使當地得到了迅速的发展。
唐代宗宝应年间，以军候从讨史朝义。任兵马使，得众心，为侯希逸所忌，被解职，心怀怨恨。永泰元年（765年）侯希逸與巫師出遊，李懷玉乘機發動兵變，侯希逸逃到長安，朝廷不能阻止，遂以懷玉为淄青平卢节度使，受赐名正己。大历中期，李灵曜叛變，李正己乘机占领曹、濮、徐、兖、郓等五州，加原有淄青等十州（淄、青、齐、海、登、莱、沂、密、德、棣），共有十五州，實力最堅強。平均徭赋，政令齐一，其势大盛，威震邻境。授平海運陸運押新羅渤海兩蕃等使、檢校兵部尚書、御史大夫、青州刺史，晋升为檢校尙書右僕射、檢校司空、同中書門下平章事。以司徒兼太子太保，封饶阳郡王。
大历十年（775年），田承嗣攻陷相州（今河南安阳市），李正己上表讨之，並聯合成德节度使李宝臣、燕薊节度使朱滔、河东节度使薛兼训等八道兵馬會攻田承嗣，五月十五日，李正己部攻占德州（今山东陵县），九月，李寶臣和李正己在棗強會兵，進圍貝州（今河北清河西北）。田承嗣見勢不妙，暗中勾結李正己，於是李正己按兵不動。河南诸道兵亦不敢进攻。是年十二月，田承嗣上表稱罪，事遂不了了之。大历十一年（776年）田承嗣又蠢蠢欲動，出兵援救李灵曜，最後李灵曜失敗被殺，田承嗣再度上表请罪。李正己又替他说话，事遂平。次年，徙治郓州。大历十四年（779年），拜为司徒。唐德宗建中初年，约田悦、梁崇义、李惟岳反唐，屯守济阴，增兵徐州以扼江、淮。迫使唐朝廷漕运改道。成为唐中期重要割据势力之一。建中二年（781年）李正己病死，其子李納自领军政。

## 延伸阅读
[在维基数据编辑]
 《舊唐書·卷124》，出自刘昫《舊唐書》
 《新唐書·卷213》，出自《新唐書》